# Konstantin Pavlovič Romanov
Konstantin Pavlovič Romanov (in russo Константи́н Па́влович Рома́нов?; Carskoe Selo, 27 aprile 1779 – Vicebsk, 27 giugno 1831), fu granduca e zarevic di Russia, nonché imperatore e autocrate di tutte le Russie come Costantino I per alcuni minuti del 1º dicembre 1825. Figlio di Paolo I di Russia e Sofia Dorotea di Württemberg, venne educato dalla nonna, Caterina II, per diventare imperatore di quella che avrebbe dovuto essere la restaurazione dell'Impero bizantino.
È conosciuto principalmente per la sua abdicazione al trono nel 1825 che portò alla ribellione dei decabristi più tardi nello stesso anno. Nel suo ruolo di "viceré" del Regno del Congresso di Polonia (termine del tutto inesatto, in realtà solo comandante militare), fu ricordato dai nazionalisti polacchi per essere stato un governatore spietato.

## Biografia

### Infanzia ed educazione
Costantino nacque a Carskoe Selo il 27 aprile 1779, secondo figlio dello zarevic Paolo Petrovič e della moglie Maria Feodorovna, figlia di Federico Eugenio II, duca di Württemberg. Di tutti i figli di Paolo, Costantino era quello che maggiormente assomigliava al padre, tanto fisicamente quanto mentalmente.
Le decisioni sulla formazione e l'educazione del ragazzo erano prese interamente dalla nonna, l'imperatrice Caterina II. Come nel caso del suo nipote maggiore, il futuro zar Alessandro I, ella regolava ogni dettaglio della sua educazione fisica e mentale, ma, come era suo costume, lasciò che l'attuazione delle sue idee fosse nelle mani di uomini di sua fiducia. Il conte Nikolaj Ivanovič Saltykov era il tutore ufficiale, benché anch'egli avesse trasferito l'onere a qualcun altro, intervenendo personalmente solamente in occasioni eccezionali, e non esercitando alcuna influenza sul carattere del giovane granduca, che era irrequieto, appassionato e testardo. L'unica persona che ebbe una certa influenza su Costantino fu il barone Frédéric-César de La Harpe, che fu suo tutore generale dal 1783 fino all'aprile del 1795, ed educò entrambi i nipoti della zarina.

### Matrimonio

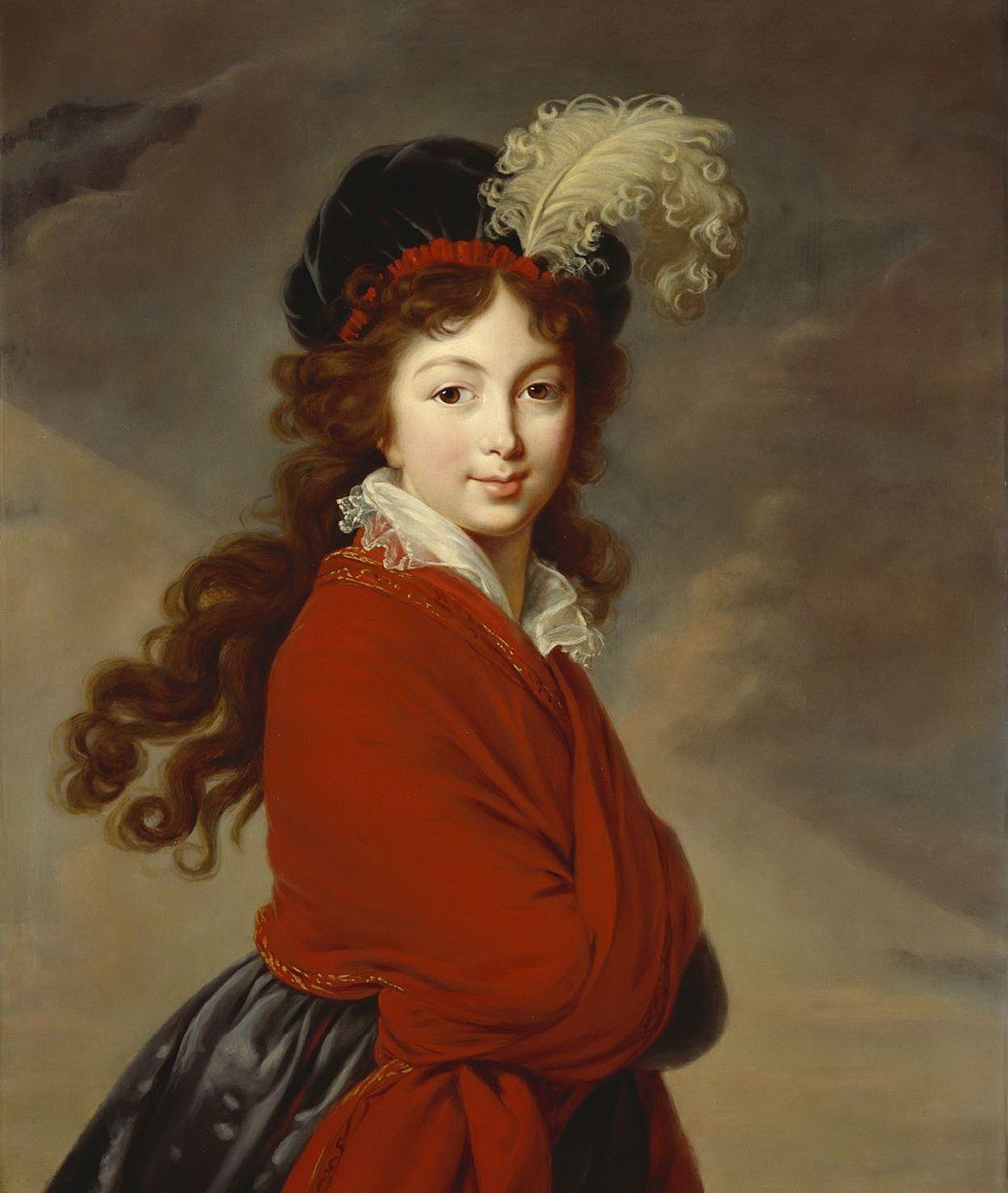
La granduchessa Anna Feodorovna di Russia ritratta da Élisabeth Vigée Le Brun nel 1796, Museo Puškin delle belle arti, Mosca

Come Alessandro, Costantino venne sposato da Caterina quando aveva solo sedici anni, il 26 febbraio 1796, con Giuliana di Sassonia-Coburgo-Saalfeld, figlia del duca Francesco Federico di Sassonia-Coburgo-Saalfeld e della sua seconda moglie la principessa Augusta di Reuss-Ebersdorf, che prese il nome ortodosso di Anna Fedrovna. Dopo la prima separazione del 1799, ella ritornò permanentemente a casa propria in Germania nel 1801. Nel 1814 il marito fece un tentativo di richiamarla in Russia, ma il progetto fallì di fronte alla sua ferma opposizione.

### Guerre napoleoniche

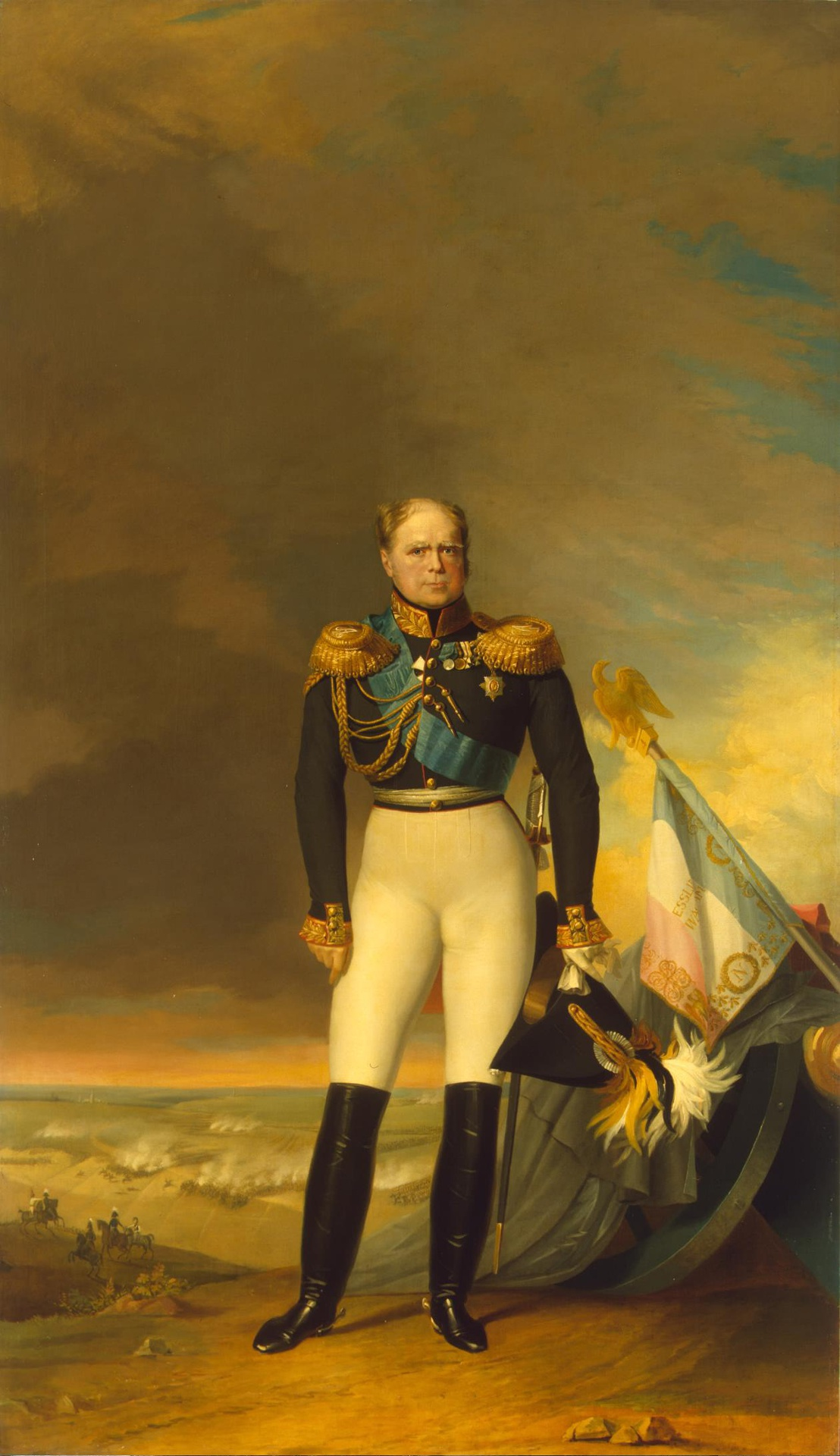
Il granduca Costantino Pavlovič Romanov in un ritratto del 1834 di Thomas Wright conservato al Museo dell'Ermitage di San Pietroburgo

Durante il periodo del suo sfortunato matrimonio, Costantino partecipò nel 1799 alla sua prima campagna militare sotto il comando di Suvorov durante la spedizione in Italia di questi. La battaglia di Bassignana venne persa per un errore di Costantino; egli si distinse invece a Novi per il suo coraggio, cosicché lo zar Paolo gli concesse il titolo di cesarevič, che secondo le norme fondamentali della costituzione, spettava unicamente all'erede al trono. Benché questo non provi il fatto che quest'azione sia il frutto di un piano di lungo periodo dello Zar, in ogni caso mostrò che Paolo già aveva poca fiducia nel granduca Alessandro.
Costantino non provò mai ad assicurarsi il trono; dopo la morte del padre nel 1801 egli condusse una disordinata e libertina vita da scapolo. Si astenne dall'intervenire nella vita politica, ma rimase fedele alle proprie inclinazioni militari, senza però manifestare niente più che una preferenza per gli aspetti esteriori del servizio. In quanto comandante delle Guardie durante la campagna del 1805 egli ebbe parte nella responsabilità per la sconfitta riportata alla battaglia di Austerlitz e nemmeno nel 1807 la sua fortuna o le sue capacità dimostrarono un miglioramento.
Dopo la pace di Tilsit egli divenne un grande ammiratore di Napoleone ed un fautore dell'alleanza russo-francese. Perse di conseguenza la fiducia del fratello Alessandro; per quest'ultimo l'alleanza con la Francia era semplicemente un mezzo per terminare il conflitto. Questa visione non era però condivisa da Costantino: persino nel 1812, dopo la caduta di Mosca, egli fece pressioni per una rapida conclusione della pace con Napoleone, e, al pari del feldmaresciallo Kutuzov, si oppose alla proposta di portare la guerra attraverso la frontiera russa per arrivare ad una conclusione vittoriosa su suolo francese.
Durante la guerra Barclay de Tolly fu costretto due volte ad allontanare il Granduca dall'esercito a causa della sua condotta disordinata. Il suo contributo alle battaglie in Germania ed in Francia fu insignificante: a Dresda, il 26 agosto 1813, le sue conoscenze militari gli vennero meno al momento decisivo, mentre a La Fère-Champenoise si distinse per il coraggio. A Parigi Costantino si mise pubblicamente in ridicolo mostrando le sue insignificanti manie militari: le sue prime visite furono alle scuderie e si dice che egli marciasse e si esercitasse persino nelle sue stanze private.

### "Viceré" della Polonia
L'importanza di Costantino nella storia politica è dovuta al fatto che il fratello, lo zar Alessandro, lo nominò comandante militare del Regno di Polonia (nuovamente istituito dal Congresso di Vienna) e venne considerato una specie di Viceré, con il compito esplicito di militarizzare e riportare alla disciplina la Polonia. In quanto delegato imperiale, Costantino ricevette la carica di comandante in capo delle forze armate del regno; a questo incarico venne aggiunto in seguito, nel 1819, il comando delle truppe lituane e di quelle delle province russe che in precedenza erano appartenute alla Confederazione polacco-lituana. In realtà il termine di Viceré è fuorviante e inesatto : il granduca era solo il comandante militare di parte delle forze armate del regno polacco visto che il vero Viceré (ossia il Namestnik del Regno di Polonia) tra 1815 e 1826 fu il nobile polacco (poi principe) Józef Zajączek (poi la carica rimase vacante tra 1826 e 1831, e di fatto esercitata collegialmente dal governo, in primis dal Ministro polacco dell'interno), ma il prestigio del granduca lo rendeva una figura di spicco nella pubblica opinione. 
I suoi sforzi di rafforzare la polizia segreta e la soppressione dei movimenti patriottici polacchi portarono ad un diffuso malcontento tra i suoi sudditi. Brutale e sgarbato secondo i suoi oppositori, Costantino perseguitò anche l'opposizione liberale e rimpiazzò i polacchi con funzionari russi nelle posizioni più importanti dell'amministrazione locale e dell'esercito; spesso assaliva e insultava i suoi subordinati e questo aumentò la conflittualità negli ambienti degli ufficiali. Infine la sua inosservanza della costituzione, di cui andava molto fiero, lo portò ad entrare in contrasto con il parlamento polacco, che fino a quel momento era dominato dal partito favorevole all'unione personale con la Russia. In Polonia egli era descritto come un tiranno ed era odiato, secondo i detrattori, sia dalla popolazione civile che dall'esercito. Nella letteratura polacca Costantino è rappresentato come una persona crudele e dispotica.
Dopo diciannove anni di separazione il matrimonio di Costantino e Giuliana venne definitivamente annullato il 20 marzo 1820. Due mesi dopo, il 27 maggio, il Granduca sposò la nobile polacca Joanna Grudzińska, a cui l'Imperatore Alessandro I assegnò il titolo di Sua altezza serenissima, la Principessa di Lowicz; in connessione a questo sposalizio egli rinunciò a qualunque pretesa di successione al trono russo, cosa che venne formalizzata nel 1822. Dopo il matrimonio egli sviluppò un attaccamento sempre maggiore alla sua nuova patria, la Polonia.

### Imperatore di tutte le Russie

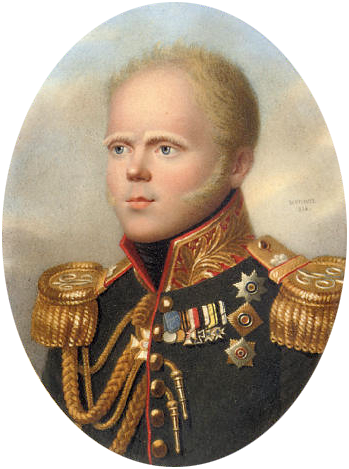
Konstantin Pavlovič di Russia ritratto da Henri Benner nel 1818

Quando Alessandro I morì il 1º dicembre 1825, senza lasciare eredi diretti, Costantino venne acclamato a furor di popolo Imperatore di Tutte le Russie, ma egli abdicò pochi minuti dopo ed il suo fratello minore, il granduca Nicola, ne prese il posto: questo scatenò la rivolta dei liberali russi, conosciuta come la rivoluzione dei decabristi.

### Granduca di Russia
Sotto il regno dello zar Nicola I, Costantino mantenne i suoi compiti in Polonia. Presto sorsero delle divergenze tra i due fratelli, a causa del ruolo giocato dai polacchi nella cospirazione dei decabristi. Costantino impedì di svelare il complotto per ottenere l'indipendenza che da molti anni si stava organizzando in Polonia, nell'ostinata convinzione che l'esercito e la burocrazia statale fossero lealmente devote all'impero russo. La politica nei confronti dell'Oriente dello Zar e la Guerra Turca del 1828 e 1829 causò una rottura tra i due, in particolare perché Costantino si opponeva alla decisione di escludere l'esercito polacco da questa guerra.

### Ultimi anni e morte

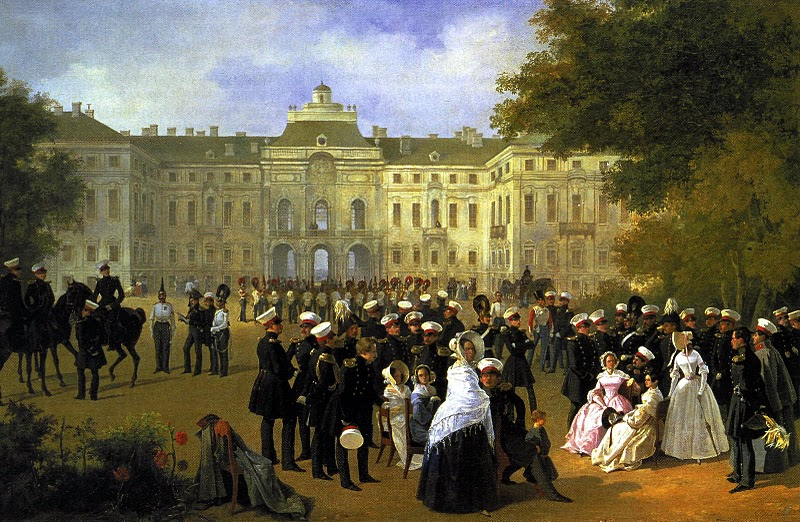
Il palazzo di Costantino a Strelna in un dipinto del XIX secolo

L'insurrezione di Varsavia del novembre 1830 prese Costantino alla sprovvista: questo fu dovuto al fatto che il Granduca non era stato in grado di comprendere la situazione che si era venuta a creare e che era culminata con il passaggio dei reggimenti polacchi tra le file dei rivoluzionari; a ciò si aggiunse anche che egli si dimostrò incompetente e poco giudizioso nell'affrontare la ribellione. Costantino era infatti considerato un nemico dalla maggior parte dei ribelli: uno degli eventi che caratterizzarono l'inizio dei moti fu un tentativo di assassinio nei suoi confronti.

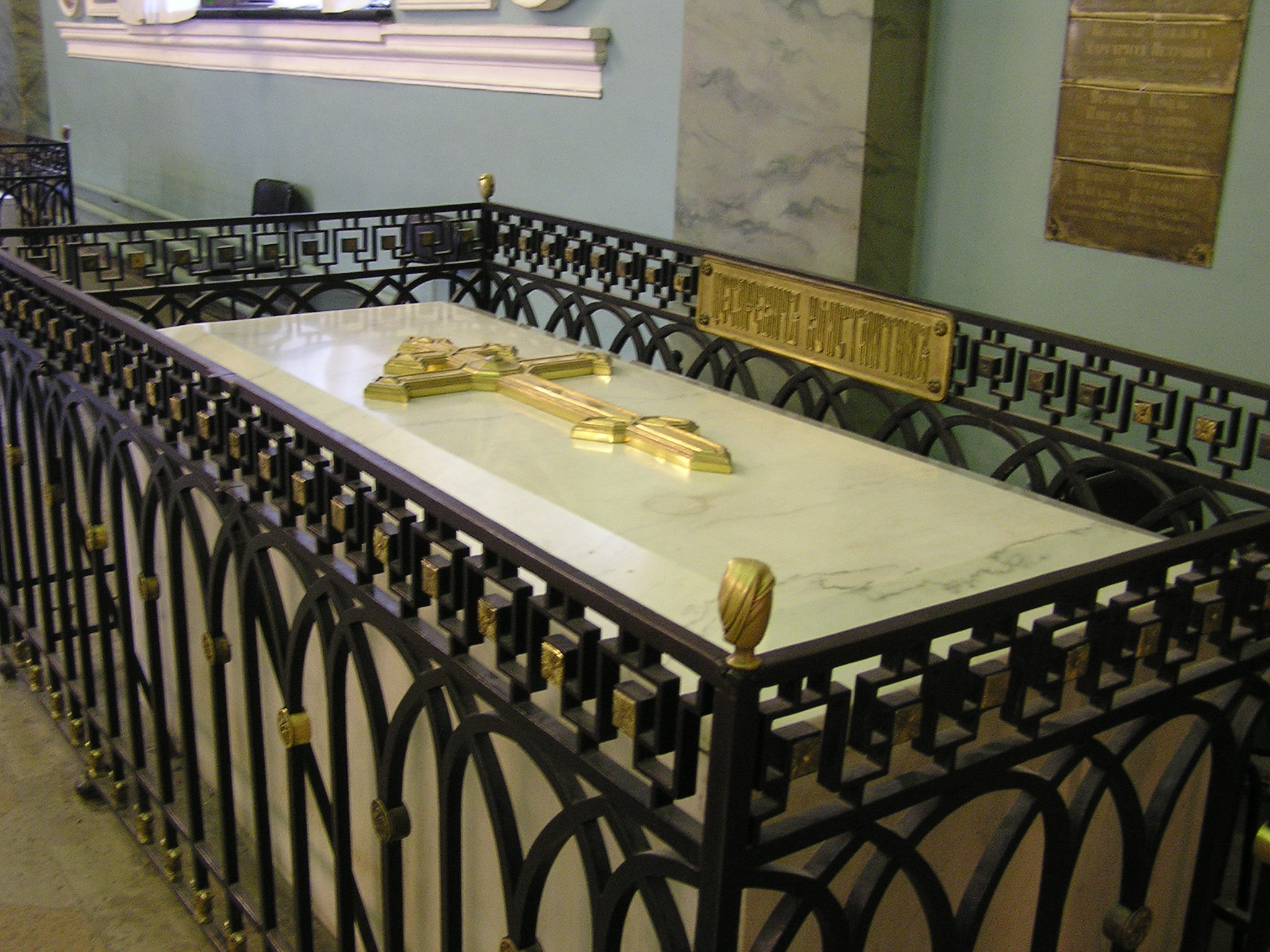
Cattedrale dei Santi Pietro e Paolo (San Pietroburgo): il sarcofago di Costantino I.

Benché fosse fuggito oltre i confini russi, Costantino espresse comunque il proprio orgoglio per le vittorie dei suoi soldati polacchi; non visse però a sufficienza per vedere sedata la rivoluzione, morendo di colera a Vicebsk il 27 giugno 1831.
Massone, fu membro della logge "Gli Amici riuniti" e "Alessandro alla fedeltà militare" nel 1812. Si pensa che aderì alla Massoneria per volere di Alessandro I e che vi restò fino alla sua dissoluzione ufficiale nel 1822.

## Ascendenza
|                                         |                                   |                                           | Genitori                                 |  |  | Nonni |  |  | Bisnonni                           |  |  | Trisnonni                       |  |
|                                         |                                   |                                           |                                          |  |  |       |  |  | Carlo Federico di Holstein-Gottorp |  |  | Federico IV di Holstein-Gottorp |  |
|                                         |                                   |                                           |                                          |  |  |       |  |  | Carlo Federico di Holstein-Gottorp |  |  | Federico IV di Holstein-Gottorp |  |
|                                         |                                   | Edvige Sofia di Svezia                    |                                          |  |  |       |  |  | Carlo Federico di Holstein-Gottorp |  |  |                                 |  |
| Pietro III di Russia                    |                                   |                                           |                                          |  |  |       |  |  | Carlo Federico di Holstein-Gottorp |  |  |                                 |  |
|                                         |                                   | Anna Petrovna Romanova                    | Pietro I di Russia                       |  |  |       |  |  |                                    |  |  |                                 |  |
|                                         |                                   | Anna Petrovna Romanova                    | Pietro I di Russia                       |  |  |       |  |  |                                    |  |  |                                 |  |
|                                         |                                   | Anna Petrovna Romanova                    | Caterina I di Russia                     |  |  |       |  |  |                                    |  |  |                                 |  |
| Paolo I di Russia                       |                                   | Anna Petrovna Romanova                    |                                          |  |  |       |  |  |                                    |  |  |                                 |  |
|                                         |                                   | Cristiano Augusto di Anhalt-Zerbst        | Giovanni Luigi I di Anhalt-Zerbst        |  |  |       |  |  |                                    |  |  |                                 |  |
|                                         |                                   | Cristiano Augusto di Anhalt-Zerbst        | Giovanni Luigi I di Anhalt-Zerbst        |  |  |       |  |  |                                    |  |  |                                 |  |
|                                         |                                   | Cristiano Augusto di Anhalt-Zerbst        | Cristina di Zeutsch                      |  |  |       |  |  |                                    |  |  |                                 |  |
| Caterina II di Russia                   |                                   | Cristiano Augusto di Anhalt-Zerbst        |                                          |  |  |       |  |  |                                    |  |  |                                 |  |
|                                         |                                   | Giovanna di Holstein-Gottorp              | Cristiano Augusto di Holstein-Gottorp    |  |  |       |  |  |                                    |  |  |                                 |  |
|                                         |                                   | Giovanna di Holstein-Gottorp              | Cristiano Augusto di Holstein-Gottorp    |  |  |       |  |  |                                    |  |  |                                 |  |
|                                         |                                   | Giovanna di Holstein-Gottorp              | Albertina di Baden-Durlach               |  |  |       |  |  |                                    |  |  |                                 |  |
| Costantino I di Russia                  |                                   | Giovanna di Holstein-Gottorp              |                                          |  |  |       |  |  |                                    |  |  |                                 |  |
|                                         | Carlo I Alessandro di Württemberg | Federico Carlo di Württemberg-Winnental   |                                          |  |  |       |  |  |                                    |  |  |                                 |  |
|                                         | Carlo I Alessandro di Württemberg | Federico Carlo di Württemberg-Winnental   |                                          |  |  |       |  |  |                                    |  |  |                                 |  |
|                                         | Carlo I Alessandro di Württemberg | Eleonora Giuliana di Brandeburgo-Ansbach  |                                          |  |  |       |  |  |                                    |  |  |                                 |  |
| Federico II Eugenio di Württemberg      | Carlo I Alessandro di Württemberg |                                           |                                          |  |  |       |  |  |                                    |  |  |                                 |  |
|                                         |                                   | Maria Augusta di Thurn und Taxis          | Anselmo Francesco di Thurn und Taxis     |  |  |       |  |  |                                    |  |  |                                 |  |
|                                         |                                   | Maria Augusta di Thurn und Taxis          | Anselmo Francesco di Thurn und Taxis     |  |  |       |  |  |                                    |  |  |                                 |  |
|                                         |                                   | Maria Augusta di Thurn und Taxis          | Maria Ludovica Anna di Lobkowicz         |  |  |       |  |  |                                    |  |  |                                 |  |
| Sofia Dorotea di Württemberg            |                                   | Maria Augusta di Thurn und Taxis          |                                          |  |  |       |  |  |                                    |  |  |                                 |  |
|                                         |                                   | Federico Guglielmo di Brandeburgo-Schwedt | Filippo Guglielmo di Brandeburgo-Schwedt |  |  |       |  |  |                                    |  |  |                                 |  |
|                                         |                                   | Federico Guglielmo di Brandeburgo-Schwedt | Filippo Guglielmo di Brandeburgo-Schwedt |  |  |       |  |  |                                    |  |  |                                 |  |
|                                         |                                   | Federico Guglielmo di Brandeburgo-Schwedt | Giovanna Carlotta di Anhalt-Dessau       |  |  |       |  |  |                                    |  |  |                                 |  |
| Federica Dorotea di Brandeburgo-Schwedt |                                   | Federico Guglielmo di Brandeburgo-Schwedt |                                          |  |  |       |  |  |                                    |  |  |                                 |  |
|                                         |                                   | Sofia Dorotea di Prussia                  | Federico Guglielmo I di Prussia          |  |  |       |  |  |                                    |  |  |                                 |  |
|                                         |                                   | Sofia Dorotea di Prussia                  | Federico Guglielmo I di Prussia          |  |  |       |  |  |                                    |  |  |                                 |  |
|                                         |                                   | Sofia Dorotea di Prussia                  | Sofia Dorotea di Hannover                |  |  |       |  |  |                                    |  |  |                                 |  |
|                                         |                                   | Sofia Dorotea di Prussia                  |                                          |  |  |       |  |  |                                    |  |  |                                 |  |